# Metropolitans 92
Maillots
Le Metropolitans 92 (anciennement Paris-Levallois puis Levallois Metropolitans) est un club français de basket-ball basé à Levallois-Perret dans la proche banlieue de Paris. Il est issu de la fusion entre le Paris Basket Racing et le Levallois Sporting Club Basket en 2007. Le club évolue actuellement en troisième division (NM1) du championnat de France. Depuis la saison 2019-2020, le club évolue sous le nom de Metropolitans 92 à la suite du rachat du club par la ville de Boulogne-Billancourt. À l'issue de la saison 2023-2024, l'équipe professionnelle qui évolue en première division cesse son activité et la principale équipe engagée joue en troisième division.

## Le club, la société
Metropolitans 92 est la dénomination commerciale du Paris-Levallois qui est né de la fusion en 2007 du Levallois SCB et du Paris Basket Racing. Le club est présidé depuis 2013 par Jean-Pierre Aubry.
La composition du capital a évolué en faveur du 'Pool Levallois'  (Association Paris Levallois et SCRIM Ile-de-France) qui devient majoritaire (52 %) au sein de la SASP Paris Levallois, devant la holding Panames (32%) et la Paris Basket Holding (16 %).
Le logo du club rappelle l'abeille et les couleurs de la Ville de Levallois-Perret.
Le Paris Levallois Association, hébergé au Palais des sports Marcel-Cerdan de Levallois depuis sa création demeure, avec ses près de 900 licenciés, le deuxième plus important club de basket français.[réf. souhaitée]

## Historique

### Les anciens clubs

#### Paris Basket Racing

Logo du Paris Basket Racing

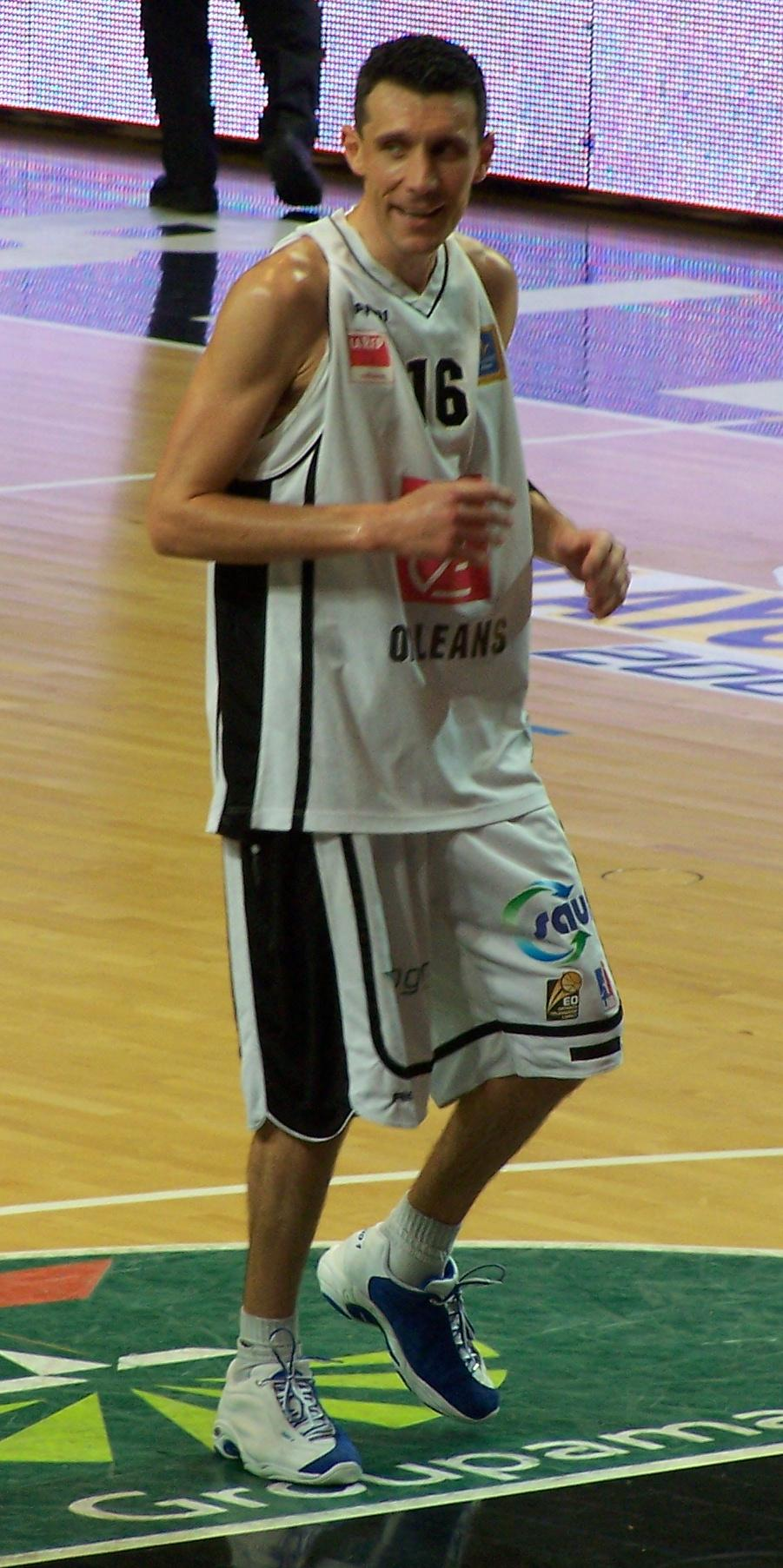
Laurent Sciarra

Le Paris Basket Racing est issu de la création en 1922 de la section basket du Racing Club de France (RCF), créé en 1882 et doyen des clubs omnisports de France. 
Après de nombreuses années au niveau régional, le RCF monte en puissance avec l’arrivée de grandes pointures du basket français, comme Jacques Freimuller, Robert Busnel ou encore Robert Monclar.
Les années 1950 sont l’apogée du club : le RCF est champion de France 3 fois en 4 ans, en 1951, 1953 et 1954.
Malheureusement, cette période ne durera pas, et le club descend rapidement dans les catégories, jusqu’à se retrouver en Nationale 2 en 1963. Ont suivi de nombreuses années d’oscillations entre la Nationale 1 et la Nationale 2, avec plusieurs titres de Champion de France de Nationale 2.
Il aura fallu attendre 1989 pour que les investisseurs s’intéressent au basket parisien. Cet été là, Adia, le leader mondial du travail temporaire, rachète le club qui devient le Racing Paris Basket. Ce premier essai fut un échec, ce qui n’a pas empêché Charles Biétry, alors président du Paris Saint Germain, de tenter lui aussi sa chance et de rebaptiser le club PSG Basket Racing en 1992. Ce fut une bonne opération pour le club, qui redevient Champion de France en 1997.
Mais cette période ne dura pas longtemps non plus, et ce fut au tour de Louis Nicollin de reprendre le club en 2002, qui devint Paris Basket Racing. Il n’y trouvera pas non plus son compte et vendra ses parts à un groupe américain dirigé par Marc Fleisher, un des plus importants agents de joueurs. De gros problèmes financiers entraînent un nouveau changement en 2006, le PBR étant repris par un groupe formé principalement d’Essar Gabriel, Solly Azar et Antoine Rigaudeau.
Un an plus tard, ces dirigeants pensent à une nouvelle fusion qui permettrait d’augmenter les moyens financiers…

#### Levallois Sporting Club Basket

Logo du Levallois SC

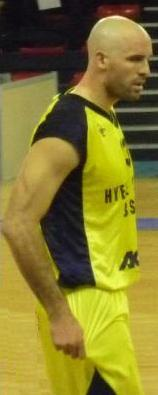
Vincent Masingue

En 1941 naît le club omnisports Asnières Sports. Mais ce n’est qu’en 1956 qu’une section basket est ouverte.
Après des années modestes au niveau départemental puis régional, Asnières Sports accède en 1969 en Nationale 2.
Une saison de Nationale 1 plus tard, en 1971-1972, le club reste un pilier de Nationale 2. Il y restera une dizaine d’années.
En 1980, Asnières Sports fusionne avec Bois-Colombes pour devenir le Bois-Colombes Asnières Basket Club. 5 ans plus tard, nouvelle fusion, cette fois-ci avec Levallois. Le club prend alors le nom de Levallois Asnières Bois-Colombes. Suivent ensuite de très belles saisons avec notamment le phénomène américain Terence Stansbury.
Le club devient le Levallois Sporting Club Basket en 1990 puis monte en première division en 1992, dans son Palais des sports Marcel-Cerdan flambant neuf. Les belles années continuent jusqu’en 1996, où le club termine 6e de Pro A, avec une finale de Coupe de France perdue de 3 petits points face à Villeurbanne.
En 1997, le Levallois Sporting Club Basket descend en Pro B après réduction de son budget mais remporte ce championnat dès l’année suivante en 1998. Malheureusement, le club perd alors tous ses joueurs et jouera la saison suivante en Nationale 2.
En 2000, Francis Flamme devient le nouveau président. Le club remonte doucement la pente jusqu’à l’accession en Pro B en 2005. Deux ans plus tard, le club allait de nouveau fusionner avec un nouveau club pour devenir le Paris Levallois.

### L'ère Paris-Levallois (2007-2016)
La volonté de créer un grand club de basket en région parisienne était pressentie depuis plusieurs années, et ne pouvait passer que par la fusion du Levallois SCB et du PBR. Le 4 juin 2007 un communiqué de presse annonce que la fusion va s’opérer entre les deux clubs de la région parisienne. Le samedi 9 juin les deux clubs annoncent que cette fusion est effective en accord avec les maires de Levallois, Patrick Balkany, et de Paris, Bertrand Delanoë, relayée par la Ligue nationale, le club récupérant les droits sportifs du Paris Basket Racing afin d’évoluer en Pro A dès sa première année d’existence.

#### Un démarrage difficile et une relégation en Pro B
La première saison du Paris-Levallois se solde par une 14e place.
Au terme d'une saison 2008 où il n'obtiendra que la quinzième place du championnat synonyme de relégation en Pro B et de multiples déboires à la suite de l'affaire Koné, le vice-président des sports, Antoine Rigaudeau démissionne de ses fonctions le 16 mai 2008. En juillet 2008, Francis Flamme reprend la présidence du club à la place de Essar Gabriel. Certains ont alors critiqué les conditions de la fusion qui a amené le club à jouer dans deux enceintes différentes pour ses matchs à domicile, entraînant de nombreux aller-retour et rendant plus difficile la fidélisation du public.

#### Le retour en Pro A
Durant la saison 2008-2009, l'équipe effectue une saison sérieuse qui la verra terminer première de la saison régulière synonyme de remontée en Pro A après une seule saison de purgatoire. Elle sera éliminée en demi-finale des play offs par le CSP Limoges par deux matchs à zéro. Jimmal Ball est MVP français.

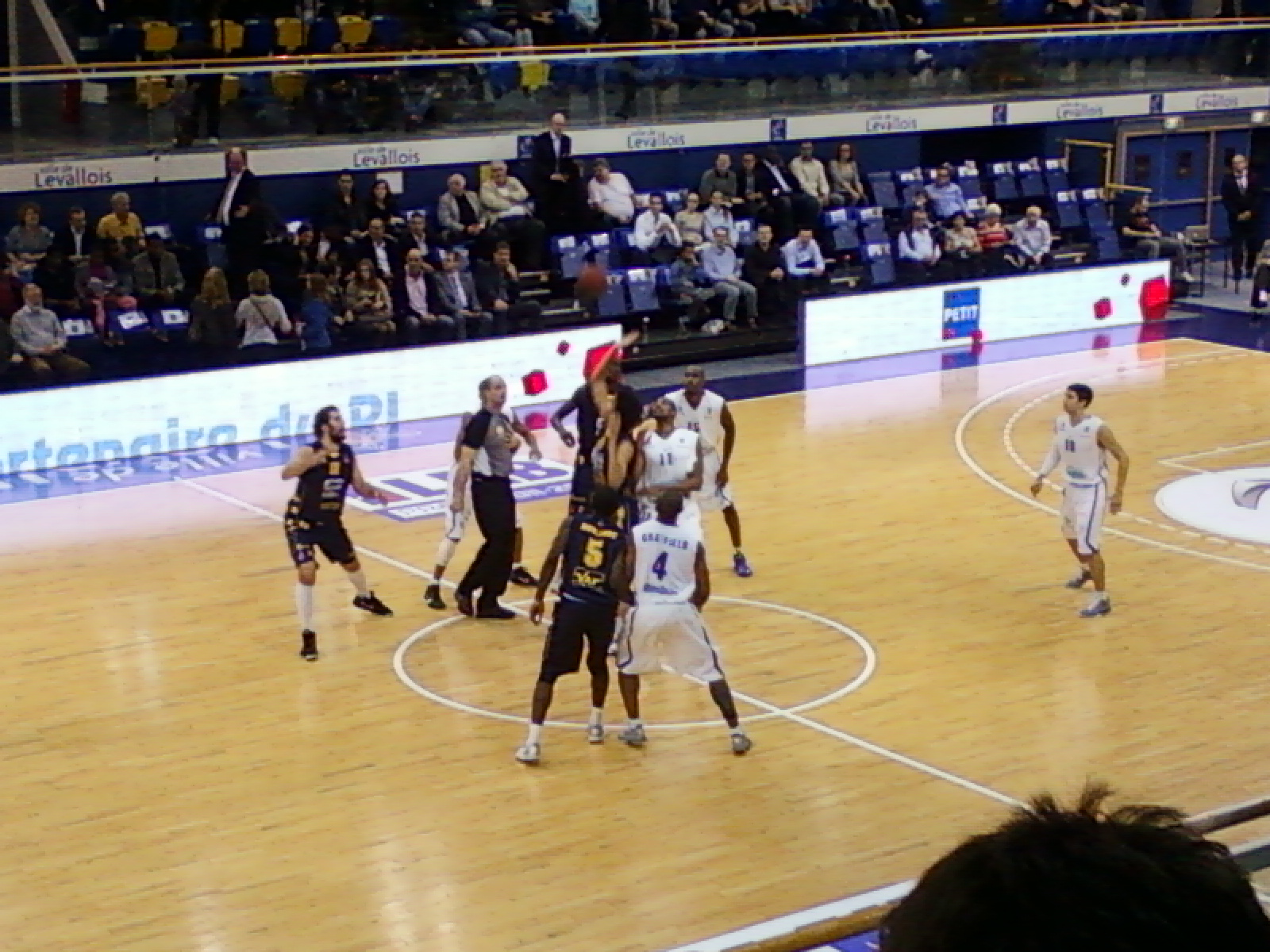
Coup d'envoi du match Paris Levallois - Hyères Toulon du 4 novembre 2011

S'appuyant sur des piliers de l'équipe de la remontée (Jimmal Ball, Joachim Ekanga, Rodney Elliot, Wilfried Aka et Michel Jean-Baptiste Adolphe), les dirigeants recrutent plusieurs joueurs afin de former un groupe solide. Le début de saison est satisfaisant avec un bilan équilibré (6 victoires 6 défaites) après 12 matchs et est symbolisé par la présence de trois de ses joueurs au All Star Game de Bercy : LaQuan Prowell (concours de dunk), Andrew Albicy (concours de meneur) et AD Vassalo (remplaçant pour l'équipe étrangère). Ce dernier finira meilleur marqueur du match avec 22 points.
Après avoir raté de peu la Semaine des As après une défaite en prolongations à Orléans, le PL repart de plus belle en battant notamment Le Mans, l'ASVEL et Orléans et ainsi se qualifier pour les playoffs, seulement un an après sa remontée. Face au Mans, la marche est trop grande pour les Franciliens. Battus deux fois, 76-62 puis 80-70, ils quittent plus qu'honorablement la scène nationale.
L'été 2010 voit AD Vassallo, Prosper Karangwa, Rodney Elliot, Michel Jean-Baptiste Adolphe et LaQuan Prowell quitter la capitale pour d'autres horizons. Ils sont respectivement remplacés par David Noel, Bracey Wright, Guillaume Yango, Marcellus Sommerville et Nigel Wyatte. Dès le 1er match de la saison, le PL bat l'ASVEL à Coubertin lors d'un match maitrisé. Les hommes de Dupraz se font éliminer de l'Eurochallenge dès le 1er tour par le Maccabi Haifa mais se reprennent 3 jours plus tard en allant battre Poitiers. Étrillés pour la première fois de la saison à Coubertin face au Havre, le PL rebondit instantanément en s'imposant à Roanne, chez qui le PL est la seule équipe à s'y être imposé depuis 2 saisons.

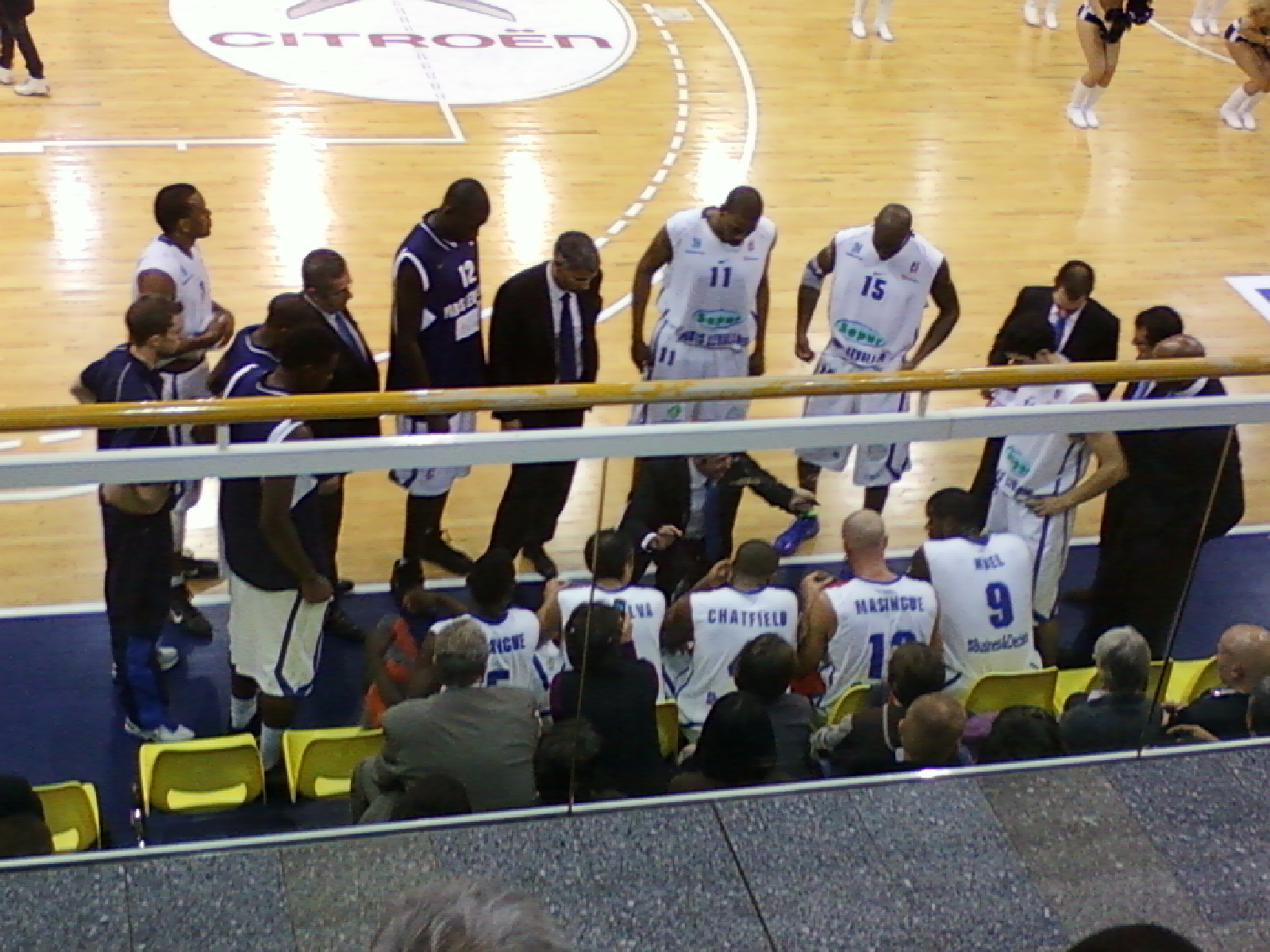
L'entraîneur du Paris Levallois Christophe Denis donne ses consignes aux joueurs pendant un temps mort lors du match contre Hyères Toulon du 04 novembre 2011

Et alors qu'ils occupent la première place du classement à égalité avec un bilan de 4-1 à la suite d'une victoire face au Mans à Levallois, le PL va connaitre une incroyable dégringolade qui le verra enchaîner 8 défaites consécutives dont 5 avec un écart minimum de 20 points. Jean-Marc Dupraz quitte le club après un accord trouvé avec la direction. Bracey Wright et Nigel Wyatte quittent eux aussi le navire. Adjoint de nombreux entraîneurs parisiens, Christophe Denis prend le relais de Dupraz au milieu de la saison.
Alternant le bon à domicile et le mauvais à l'extérieur lors de la phase retour, le PL assure son maintien lors de la 30e et ultime journée avec une précieuse victoire acquise au buzzer sur le parquet de l'ASVEL.
L'inter saison 2011 voit l'arrivée de Jawad Williams, ex-coéquipier de LeBron James à Cleveland, Trenton Meacham, Philippe da Silva et Vincent Masingue. Le trio US Chatfield-Williams-Hamilton fait des merveilles et le PL participe à la Semaine des As pour la première fois depuis 2005 et celle du PBR. La deuxième partie de saison sera beaucoup plus laborieuse et l'équipe dégringole du classement pour, finalement, lutter lors de la dernière journée pour accrocher la 6e place et affronter Orléans sans l'avantage du parquet. Ce sera chose faite grâce à une victoire au Havre et les défaites conjuguées de Cholet et Roanne. Cela reste néanmoins la saison du renouveau pour l'équipe francilienne avec un bilan de 17-13, qui finira 3e meilleur attaque de la saison régulière et se distinguera aux cérémonies de fin de parcours avec le titre de meilleur marqueur pour Eric Chatfield (19,9 points/match), la 3e place au classement du MVP étranger pour Lamont Hamilton et donc une participation aux play off, après avoir sauvé sa tête lors de la dernière seconde du dernier match de la saison précédente. Sans l'avantage du parquet, le PL commence la série à l'extérieur et perd de peu (70-68) avec notamment une tentative de buzzer beater d'Eric Chatfield à 3 points. Le match retour à Paris est aussi serré mais Orléans y tire son épingle du jeu et l'emporte également (79-73). Le PL est donc éliminé.

#### Premiers titres et résultats européens de l'ère Paris-Levallois

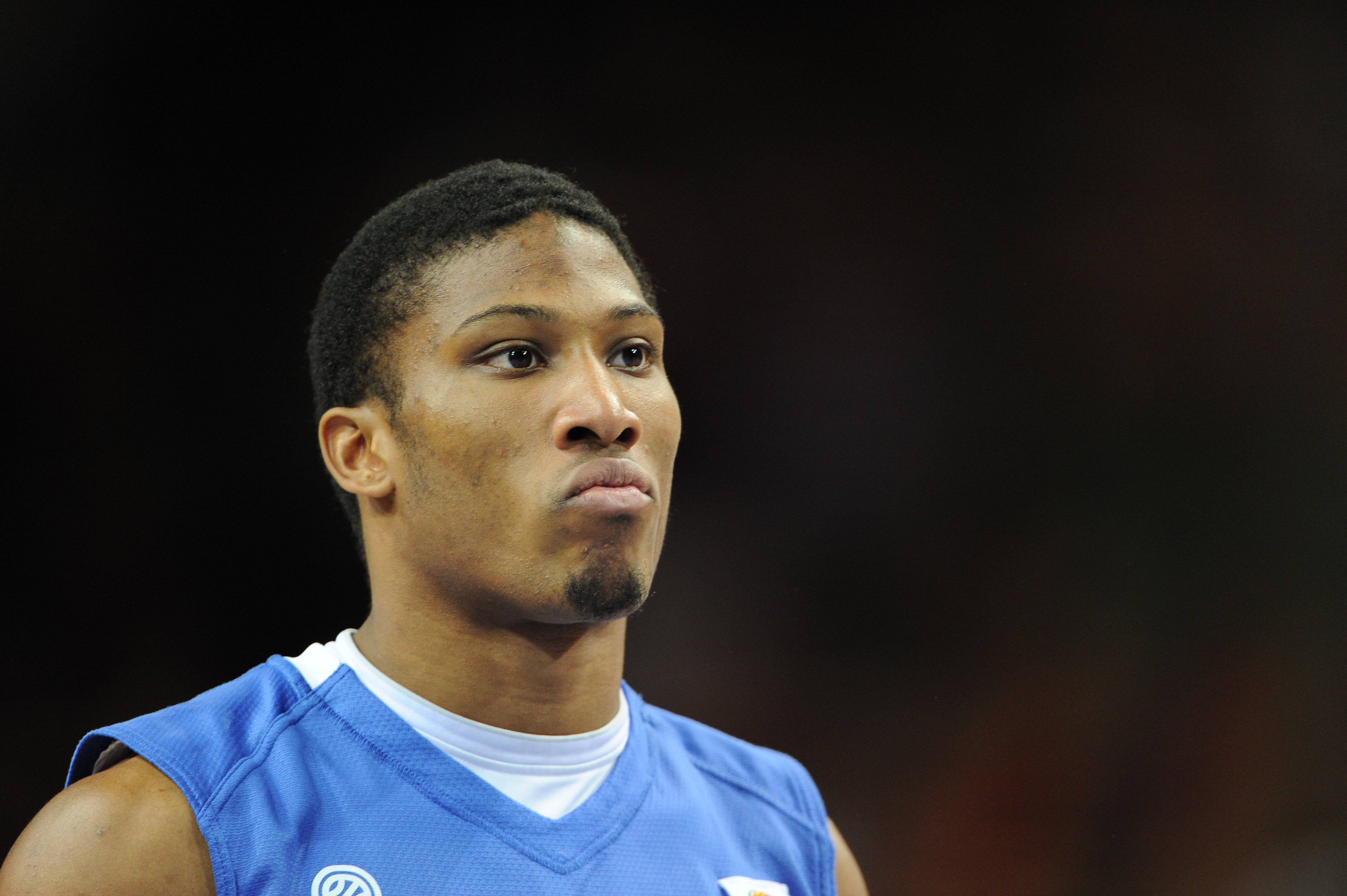
Andrew Albicy, vainqueur de la coupe de France 2013 avec le PL

Lors de la saison 2012-2013, le Paris-Levallois engage le pivot américain Sean May (ancien joueur de NBA). Andrew Albicy revient au club après un an passé à Gravelines-Dunkerque. Le PL enregistre aussi les arrivées de John Cox, Maleye N'Doye, Antoine Diot et Jonathan Aka.
Le début du championnat est bien lancé avec un bilan de 10 victoires et 5 défaites en phase aller. La phase retour sera très complexe et Paris Levallois ne remporte que 3 matchs. Les franciliens terminent à la 12e place de Pro A malgré un Sean May qui se classe meilleur marqueur du championnat (avec 18,4 points/match).
En EuroChallenge, le PL réalise une belle performance en finissant à la 1re place du groupe E des qualifications pour le top 16. Lors du Top 16, ils retrouvent un autre club Français : Gravelines-Dunkerque. Les joueurs du Paris Levallois se qualifient pour les quarts de finale en se classant 2e du groupe J. Face à Pınar Karşıyaka, Paris-Levallois s'impose lors du premier match mais Pınar Karşıyaka remporte le deuxième et gagne 2-1 sur l'ensemble des trois matchs.
Le 5 mai 2013, Paris Levallois remporte, à Bercy, la coupe de France face à Nanterre sur le score de 77 à 74 et sauve ainsi sa saison. C'est le premier titre depuis la fusion entre Paris et Levallois.
Le 8 mai 2013, Jacques Monclar est nommé manager sportif du PL. Le 3 juillet 2013, c'est Gregor Beugnot qui est nommé au poste d’entraîneur. Paris levallois remporte le match des champions face au champion de France en titre Nanterre. En 2014 léquipe est classée 5e de Pro A mais est éliminé par le SLUC Nancy dès les quarts de finale de play-off.
La saison régulière de Pro A 2015 est manquée pour le PL qui termine à la 11e place. Cette saison est illustrée par un beau parcours en Eurocoupe. Après avoir passé les deux premiers tours, le club accède aux quarts de finale après une victoire face au Turów Zgorzelec. Face à Bandirma, Paris Levallois gagne le match aller à Paris (65-67) mais est éliminé lors du match retour en Turquie après une courte défaite (71-75).
En mai 2016, les Espoirs du Paris Levallois, qui avaient atteint la finale à 3 reprises lors des 6 dernières années, remportent enfin le Trophée du Futur, tournoi de fin de saison réunissant les 8 meilleures équipes Espoirs de la saison, récompensant ainsi le travail du Centre de Formation du Paris Levallois.

### La courte période des Levallois Métropolitans (2016-2019)

#### Arrêt des subventions de la Mairie de Paris

Logo du Levallois Metropolitans de 2017 à 2019.

En mai 2016, le Conseil de Paris vote l'arrêt de sa subvention au Paris-Levallois dès la saison 2016-2017, qui entame la saison 2016/17 avec le 14e budget de la Pro A. La ville de Levallois renouvelle quant à elle son soutien au club qui conserve son nom et disputera toutes ses rencontres à domicile au Palais des sports Marcel-Cerdan de Levallois, qui héberge déjà les locaux et le centre de formation. Le club de Paris-Levallois change alors de nom pour s'appeler les Levallois Metropolitans.

### Les Métropolitans 92 (2019-2024)

#### Rapprochement avec Boulogne-Billancourt
Le 21 février 2019, le conseil municipal de Boulogne-Billancourt acte le rapprochement avec le club de Levallois. Concrètement, en juin, la société coopérative d'intérêt collectif (SCIC) Boulogne-Billancourt 2024, dont la ville de Boulogne-Billancourt est actionnaire, rachète 84 % de la société Paris-Levallois, devenant propriétaire du club. 
Les droits sportifs de Levallois sont également transférés à l'ACBB, club omnisports de Boulogne. Ainsi, dès la saison 2019-2020, le club des Hauts-de-Seine change donc de nom pour les Metropolitans 92. Il continue toutefois à évoluer au Palais des sports Marcel-Cerdan de Levallois, en attendant la construction du futur Palais des Sports de Boulogne, à l'horizon 2023. Boris Diaw devient par ailleurs président du « nouveau club » Metropolitans 92.

#### L'ère Fauthoux: L'ambition de construire un ténor du basket-ball français
En poste depuis la saison 2015-2016, Frédéric Fauthoux reste l'entraîneur du club et l'équipe répond aux ambitions sportives données, c'est-à-dire, concurrencer les plus gros clubs nationaux comme l'ASVEL, l'AS Monaco ou encore la SIG Strasbourg.
Avec des joueurs talentueux comme Vitalis Chikoko, David Michineau et Jamel Artis, le club se positionne très rapidement en haut du classement en saison régulière.
En avril 2020, Boris Diaw démissionne de la présidence. Et en mai 2020, Frédéric Fauthoux quitte son poste d'entraîneur.

#### Arrivées de Vincent Collet et de Victor Wembanyama (2021-2023)
Vincent Collet, entraîneur de Strasbourg IG pendant de nombreuses années et entraîneur de l'équipe de France est nommé entraîneur des Metropolitans en août 2021. Les Metropolitans terminent à la troisième place de la saison régulière en 2021-2022 mais sont éliminés dès les quarts-de-finale du championnat. En EuroCoupe, le club est aussi éliminé en quart-de-finale. Malgré son bon résultat au niveau national, l'EuroCoupe choisit de ne pas attribuer de place aux Metropolitans, lui préférant le Paris Basketball, club ayant fini à la 15e place du championnat.
Au printemps, la mairie de Boulogne-Billancourt et celle de Nanterre envisagent de nouer un partenariat entre les Metropolitans et Nanterre 92, autre club du département. Mais début juin, cette opération est annulée.
Lors de la saison 2022-2023, l'espoir français Victor Wembanyama et le meneur américano-portoricain Tremont Waters arrivent au club. Les deux joueurs réussissent une très bonne saison individuelle et collective (les Metropolitans restent longtemps dans le trio de tête du classement). En avril 2023, Waters se bat avec son coéquipier Steeve Ho You Fat. Une procédure disciplinaire est engagée par le club à l'encontre des deux joueurs et Waters décide de quitter le club peu après et retourne aux Gigantes de Carolina (en), à Porto Rico,. Le club atteint la finale du championnat de France, battu en trois manches par l'AS Monaco.
Le 9 septembre 2022, la National Basketball Association (NBA) a annoncé deux matchs d'exhibition entre la NBA G League Ignite, une équipe de développement de la NBA G League, et Metropolitans 92.

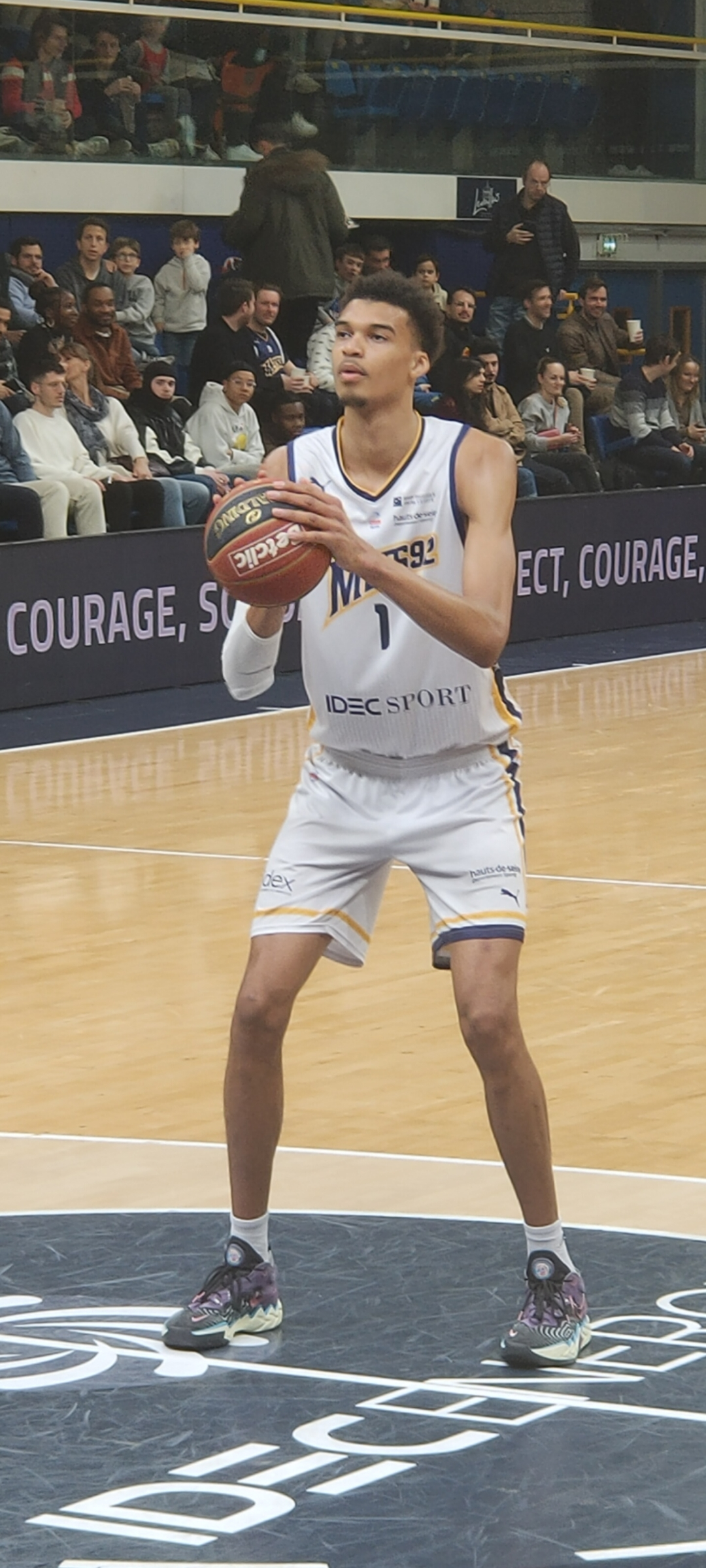
Victor Wembanyama au lancer franc lors d'un match amical en mars 2023

#### La chute (2023-2024)
Victor Wembanyama quitte ensuite le club pour les Spurs de San Antonio après sa sélection lors de la draft 2023 de la NBA. Vincent Collet ne resigne pas de nouveau contrat avec le club. Bien qu'il ait fini deuxième du championnat, le club n'est pas retenu en Eurocup qui préfère retenir le Paris Basketball seulement 9e du championnat de France. En juillet 2023, des doutes ressurgissent quant à la solidité financière du club. Les Metropolitans tardent à confirmer leur engagement en première division pour la saison 2023-2024. Après cette confirmation, le budget prévisionnel passe de 6,5 à 5 millions d'euros.
Laurent Foirest est nommé entraîneur en juillet mais est démis de ses fonctions en novembre 2023 en raison des résultats catastrophiques des Metropolitans (1 victoire sur les 12 premiers matches de la saison),. Il est remplacé à titre intérimaire par Jean-Paul Besson qui est ensuite titularisé,.
Au terme d'une saison catastrophique (4 victoires pour 30 défaites), le club décide de ne pas se réengager en Pro B et disparait sans toutefois déposer le bilan,.

### Reprise (depuis 2024)
Le club est repris par un groupe mené par Luc Dayan et dont l'actionnariat comprend aussi Antoine Kombouaré.
L'ancienne équipe seconde, le Levallois Sporting Club, évolue lors de la saison 2024-2025, en Nationale 1 (troisième division) et obtient le maintien.

## Palmarès

### Collectif
Paris (Racing Club de France : 1922-1989 et PSG-Racing : 1992-2000)
- Champion de France : 1951, 1953, 1954, 1997
- Vice-champion de France : 1956
- Champion de France de Pro B : 1936, 1939, 1977, 1985
- Finaliste de la Coupe de France : 1956 contre l'ASVEL (55-61), 2000 contre le CSP Limoges (73-79)

Levallois (Levallois SC)
- Champion de France de Pro B  : 1992 et 1998
- Finaliste de la Coupe de France : 1996 et 1998

Paris-Levallois
- Vainqueur de la Coupe de France : 2013 contre la JSF Nanterre (77-74)
- Vainqueur du match des champions : 2013 contre la JSF Nanterre (81-72)

 Metropolitans 92
- Vice-champion de France : 2023

### Individuel
- saison 2011-2012 : titre de meilleur marqueur (Eric Chatfield, 19,9 points/match)
- saison 2012-2013 : titre de meilleur marqueur (Sean May, 18,4 points/match), MVP de la finale de la Coupe de France (Sean May), MVP de l'Eurochallenge (Sean May)
- saison 2022-2023 : titres de meilleur espoir, marqueur, contreur, défenseur et MVP de la saison régulière pour Victor Wembanyama

## Entraîneurs successifs
- De 2007 au 5 janvier 2008 :  Ilías Zoúros
- Du 5 janvier 2008 au 10 janvier 2008 : intérim de l'adjoint  Jean-Marc Dupraz
- Du 10 janvier 2008 au 22 février 2008 :  Ron Stewart[32]
- Du 22 février 2008 au 10 janvier 2011 :  Jean-Marc Dupraz
- Du 10 janvier 2011 au 3 juillet 2013 :  Christophe Denis
- Du 3 juillet 2013 au 3 juin 2015 :  Gregor Beugnot
- Du 3 juin 2015 au 27 décembre 2015 :  Antoine Rigaudeau[33]
- Du 27 décembre 2015 au 4 mai 2020 :  Frédéric Fauthoux
- De mai 2020 au 31 juillet 2021 :  Jurij Zdovc
- d'août 2021 à juillet 2023 :  Vincent Collet
- de juillet à novembre 2023 :  Laurent Foirest
- depuis novembre 2023 :  Jean-Paul Besson

## Effectif saison 2023-2024
Mise à jour le 13 décembre 2021

## Joueurs célèbres ou marquants
Paris
- J.R. Reid
- Richard Dacoury
- Tony Parker
- François Nemeth
- Thierry Rupert
- Jean-Marc Kraidy
- Andre Riddick
- Franck Mériguet
- Arsène Ade-Mensah
- Nedeljko Ašćerić
- Yann Bonato
- Frédéric Forte
- Freddy Hufnagel
- Jurij Zdovc
- Hervé Dubuisson
- Dejan Koturović
- Mirsad Türkcan
- Mamoutou Diarra
- Cyril Julian
- Oleksiy Petcherov
- Alfonso Reyes
- Laurent Sciarra
- Éric Struelens
- Henri Fouasse
- Georges Vigouroux
- Robert Busnel
- Robert Monclar
- Hervé Dubuisson
- Patrick Onimus
- Denis Rossignol
- Jean-Pierre Jouffray
- Philippe Hervé
- Éric Etchart

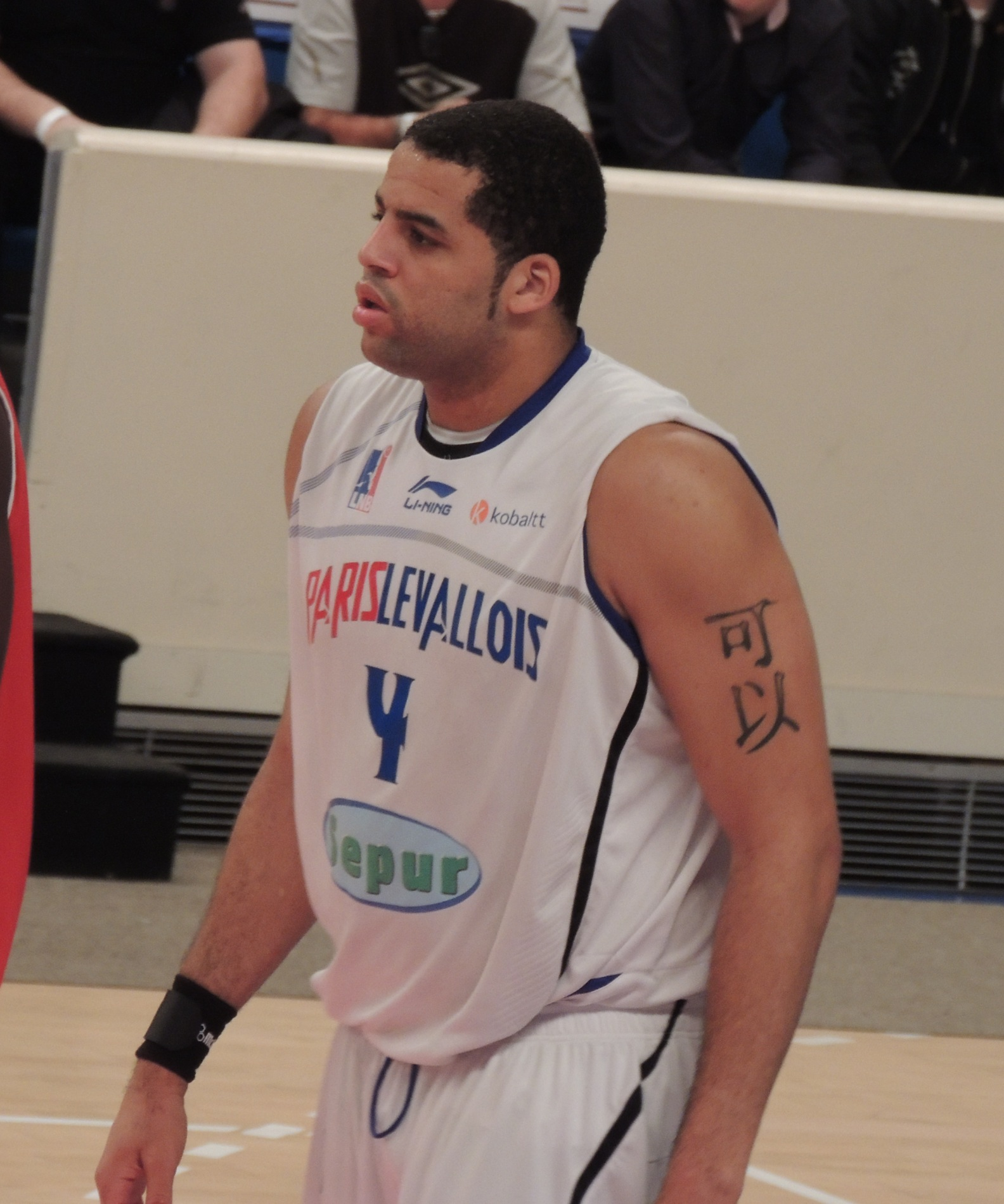
Sean May, vainqueur de la coupe de France 2013 avec le PL.

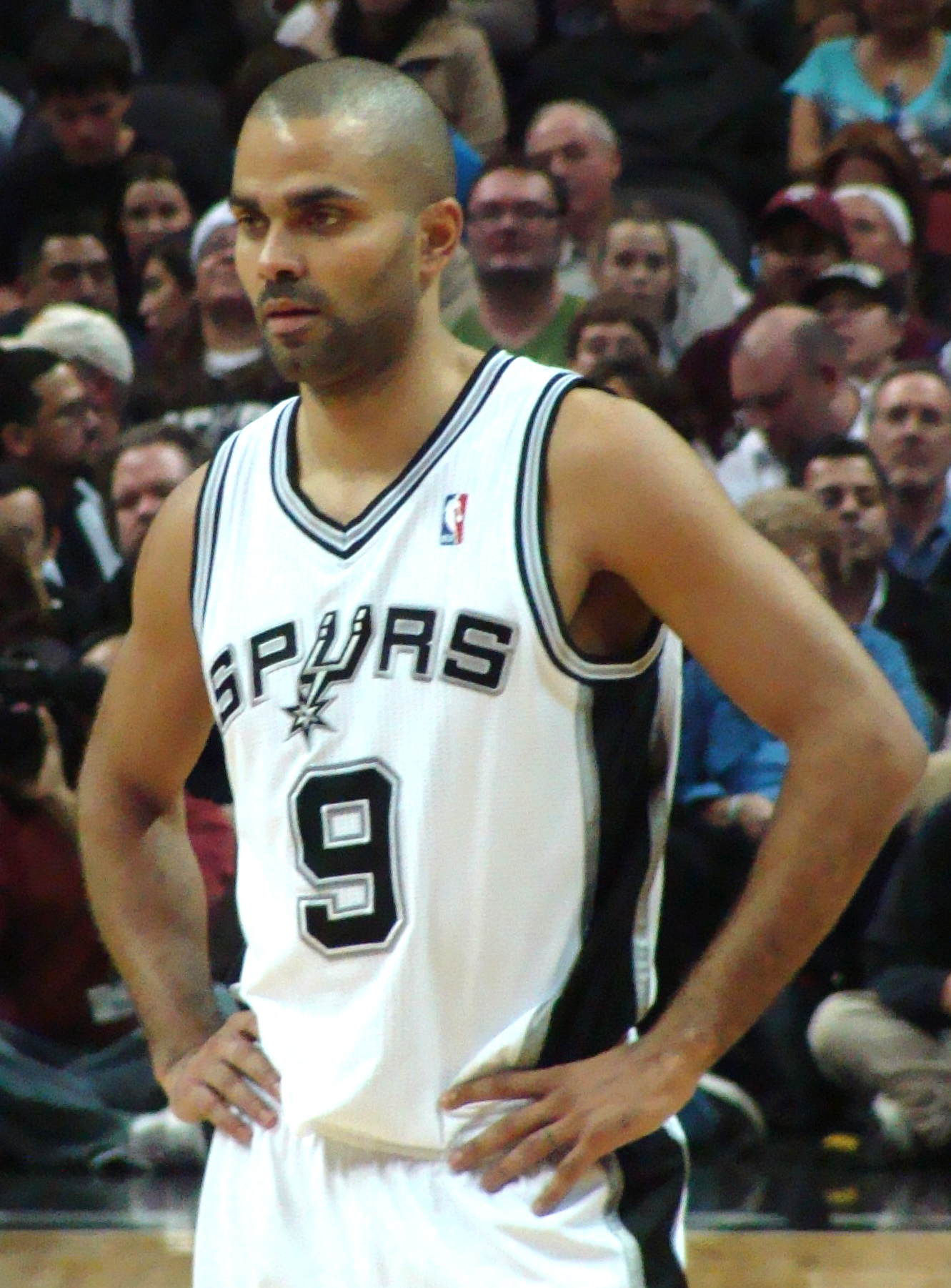
Tony Parker (ici sous le maillot des Spurs de San Antonio) ancien joueur du Paris Basket Racing.

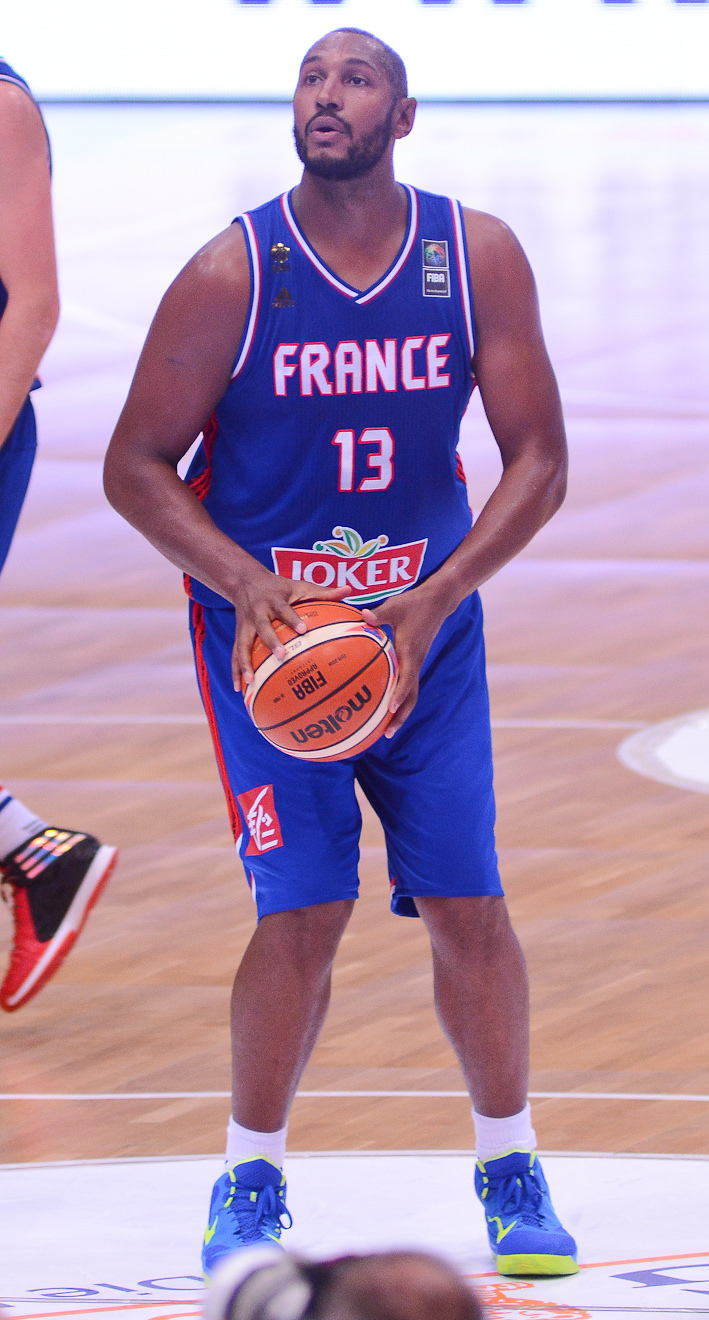
Boris Diaw.

- Jean-François Trocellier
- Youssouf Dramé
- Jean-François Mulon
- Marc Frisanco
- Andy Graham
- Luc-Arthur Vebobe
- Jacques Monclar
- Marco Ostarcevic
- Yalçın Granit

Levallois
- Terence Stansbury 14
- Larry Krystkowiak 42
- Michael Brooks
- Wendell Alexis
- Shelton Jones
- James Scott
- Ron Stewart
- Moustapha Sonko
- Freddy Hufnagel
- Patrick Cham
- Christian Garnier
- Stéphane Lauvergne
- Anicet Kessely 5
- Rasheed Wright 11
- Xavier Delarue 15
- Makhtar N'Diaye
- Jimmal Ball
- Thierry Zig
- Sacha Giffa
- Vincent Masingue
- Wilfried Aka

Paris Levallois
- Sean May
- Ángel Daniel Vassallo
- Andrew Albicy
- Lamont Hamilton
- Jawad Williams
- Michel Jean-Baptiste Adolphe
- Eric Chatfield
- Vincent Masingue
- David Noel
- Trenton Meacham
- Philippe Da Silva
- Antoine Diot

Levallois Metropolitans
- Boris Diaw
- Klemen Prepelič

Boulogne Levallois Metropolitans 92
- Hugo Besson

- Bilal Coulibaly

- Victor Wembanyama

## Couleurs et logos

Logo du Paris-Levallois (2007-2017)
Logo des Levallois Metropolitans (de 2017-2019)
Logo des Métropolitains 92 (depuis 2019)

## Équipementiers
| Période                  | Équipementier                                                           | Réf.   |
| ------------------------ | ----------------------------------------------------------------------- | ------ |
| – saison 2012-23         | Nike                                                                    | ,      |
| saison 2012-23 – 2022/08 | Li-Ning (distribué par Luhta Sportswear Company qui possède Rukka (fi)) | ,      |
| 2022/08 – 2027           | Puma                                                                    | [ 39 ] |

## Supporters
Le Paris-Levallois compte deux groupes de supporters :
- Le premier date de l'époque du Paris Basket Racing et se nomme les Dragoons.
- Le second, issu du Levallois SCB, se nomme les DarDar et a comme supporter numéro un Méphisto.

## Sources et références
1. ↑  Seuls les principaux titres en compétitions officielles sont indiqués ici.
2. ↑  « La LNB et de la FFBB approuvent la fusion », sur sport.fr, 12 juin 2007 (consulté le 1er mai 2010).
3. ↑  Mohamed Koné dispute le 27 octobre 2007 une rencontre avec son club de l'Élan sportif chalonnais face au Paris-Levallois, rencontre remportée par Chalon, alors que le joueur a pris connaissance la veille d'une suspension de trois mois prononcée pour contrôle positif au cannabis. Paris demande la victoire sur tapis vert. la Fédération française de basket-ball (FFBB), confirmée par le Comité national olympique et sportif français (CNOSF), demande aux deux clubs de rejouer la rencontre. Paris, dans l'attente d'un recours, ne se déplace pas à Chalon et perd la rencontre par forfait. le club parisien se voit ensuite débouter de sa demande de victoire sur tapis vert.
4. ↑  « Démission d'Antoine Rigaudeau », sur sport.fr, 30 mai 2008 (consulté le 1er mai 2010).
5. ↑  « Francis Flamme effectue son retour », sur 20minutes.fr, 1er juillet 2008 (consulté le 1er mai 2010).
6. ↑  « Les nomades de la Pro A », sur 20minutes.fr, 18 janvier 2010 (consulté le 26 décembre 2013).
7. ↑  https://www.lequipe.fr/Basket/pro-a-resultats.html
8. ↑  « Betclic Elite - 12e journée, le classement général Basket », sur lequipe.fr (consulté le 22 novembre 2023).
9. ↑  Le PL sauve sa saison
10. ↑  Monclar au Paris Levallois
11. ↑  Site de Catch-and-Shoot, Gregor Beugnot nommé entraîneur du Paris-Levallois, consulté le 4 juillet 2013.
12. ↑  « Paris ferme le robinet », sur leparisien.fr (consulté le 21 mai 2016).
13. ↑  « https://parislevallois.com/2017/07/04/paris-levallois-devient-levallois-metropolitans/ »(Archive.org • Wikiwix • Archive.is • Google • Que faire ?)
14. ↑  Julien Lesage, « Basket : Levallois - Boulogne, top départ ce jeudi soir », sur Le Parisien.fr, 20 février 2019 (consulté le 25 août 2019).
15. ↑  « Jeep Élite : les Metropolitans 92 sont nés - Basket - Jeep Elite », sur L'Équipe, 21 juin 2019 (consulté le 25 août 2019).
16. ↑  Julien Lesage, « Basket : Boris Diaw futur président des Metropolitans 92 », sur Le Parisien.fr, 19 avril 2019 (consulté le 25 août 2019).
17. ↑  Fabrice Auclert, « Boris Diaw n’est plus président des Metropolitans de Boulogne-Levallois », Basket USA, 27 avril 2020.
18. ↑  Le départ de Frédéric Fauthoux de Boulogne-Levallois officiel, sur L'Équipe, 4 mai 2020.
19. ↑  « Le JL Bourg et le Paris Basketball disputeront l'Eurocoupe, Boulogne-Levallois écarté », L'Équipe, 16 juin 2022.
20. ↑  Arnaud Lecomte, « Betclic Élite : volte-face, Boulogne reste finalement à Levallois », L'Équipe, 2 juin 2022.
21. ↑  « Les joueurs de Boulogne-Levallois, Tremont Waters et Steeve Ho You Fat, sous procédure disciplinaire », L'Équipe, 6 avril 2023.
22. ↑  « Tremont Waters quitte Boulogne-Levallois », L'Équipe, 13 avril 2023.
23. 1 2  « Laurent Foirest succède à Vincent Collet sur le banc des Mets », L'Équipe, 27 juillet 2023.
24. ↑  « Les Metropolitans de Boulogne-Levallois devraient bien jouer en Betclic Élite la saison prochaine », L'Équipe, 20 juillet 2023.
25. ↑  « Betclic Élite : Laurent Foirest n'est plus l'entraîneur de Boulogne-Levallois », L'Équipe, 22 novembre 2023.
26. ↑  Sami Sadik, « Première victoire à domicile pour Boulogne-Levallois et son entraîneur par intérim, Jean-Paul Besson », L'Équipe, 26 novembre 2023.
27. ↑  « Boulogne-Levallois va continuer avec Jean-Paul Besson comme entraîneur », L'Équipe, 12 décembre 2023.
28. ↑  « Les Metropolitans 92, cette fois c’est la fin », sur bebasket.fr, 14 mai 2024.
29. ↑  « Un an après la finale de Betclic Élite, les Metropolitans 92 vont disparaître », L'Équipe, 14 mai 2024.
30. ↑  « Antoine Kombouaré actionnaire minoritaire des Metropolitans de Levallois », L'Équipe, 4 octobre 2024.
31. ↑  « Une sortie monumentale pour Mamoudou Diarra », sur ffbb.com, 9 mai 2025 (consulté le 19 mai 2025)
32. ↑  Nicolas Cerbelle, « Sport24 - Basket/NBA : Stewart rentre au bercail », sur sport24.com, 6 janvier 2008 (consulté le 1er mai 2010).
33. ↑  « Antoine Rigaudeau à Paris-Levallois: c'est fait », sur lequipe.fr, 3 juin 2015 (consulté le 4 juin 2015).
34. ↑  « Li-Ning dévoile dévoile les maillots des Metropolitans 92 pour la saison 2019-2020 ».
35. ↑  « Histoire des Maillots Metropolitans 92 ».
36. ↑  « Li-Ning se développe sur le vieux continent ».
37. ↑  « Li-Ning s'attaque au marché français ».
38. ↑  « Le Paris Levallois signe avec Li-Ning ».
39. ↑  « Puma devient l'équipementier officiel des Metropolitans 92 ! ».